# Villa gallo-romaine de Loupiac
La villa gallo-romaine de Loupiac désigne les vestiges antiques encore en place de la résidence d'un riche propriétaire terrien, situés sur le territoire actuel de Loupiac.

## Localisation
Ce site archéologique est situé au lieu-dit Saint-Romain de la commune de Loupiac, dans le département de la Gironde, en région Nouvelle-Aquitaine, sur un coteau de la rive droite de la Garonne.

## Historique

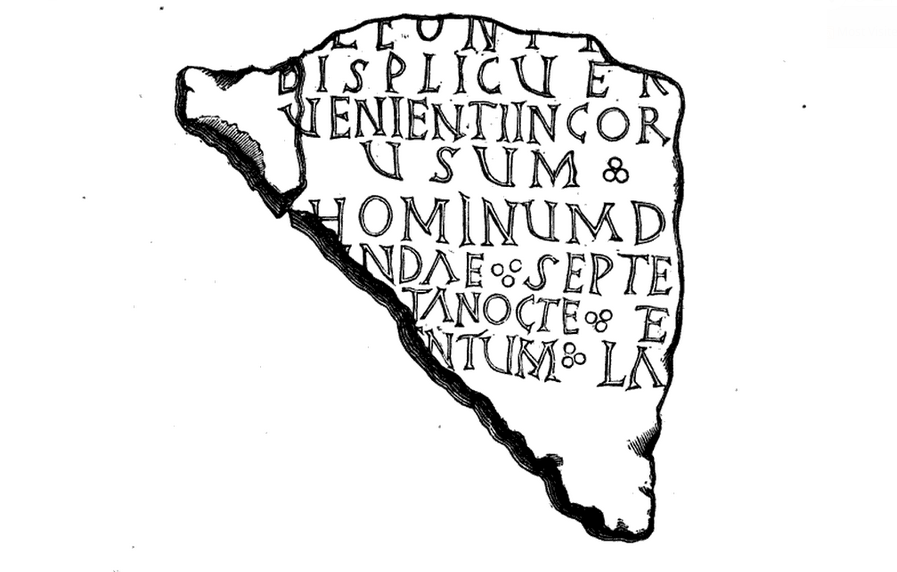
Fragment d'inscription trouvé en 1868..

Le nom de la commune suggère celui d'un propriétaire gallo-romain local augmenté du suffixe -acum. Comme le suggère Gerhard Rohlfs, les dérivés de ce type appartiennent à une époque où l'ancienne population gauloise avait commencé à s'adapter à la nouvelle langue des colonisateurs romains.
Un ensemble complexe de thermes recouvrant plusieurs siècles de programmes architecturaux a été mis au jour, caractérisé par ses trois espaces successifs, caldarium, tepidarium et frigidarium, un réseau de canalisations ainsi qu'une vaste piscine ; mais ce sont surtout les tapis mosaïqués qui font la réputation du site.
Ces mosaïques géométriques et à décor végétal avaient été signalées à l’emplacement du prieuré Saint-Romain par l’archéologue loupiacais Reinhold Dezeimeris,. Persuadé d'avoir identifié le site d'une des villas gallo-romaines d’Ausone, il a présenté de nombreuses communications à l’Académie nationale des sciences, belles-lettres et arts de Bordeaux.
Une campagne de fouilles a été menée dans l'aile thermale par A. Pezat en 1953-1955, puis dans d'autres parties de la villa en 1972-1974.
Plus récemment, entre 2004 et 2008, Jérôme Marian a mené cinq campagnes de fouilles dans la partie dite de plaisance et publié le résultat de ses recherches dans la revue Aquitania.
Actuellement la piscine et son environnement immédiat sont protégés des intempéries par un hangar. Le site est la propriété privée d'un viticulteur et la mise en valeur prise en charge par le Comité de Sauvegarde de la Villa Saint-Romain, qui organise les visites guidées et l'accueil du public.
Le site archéologique a été inscrit au titre des monuments historiques en 2011.

## Le site
Il s'agissait probablement d'un domaine agricole avec villa de plaisance à péristyle, dans la proche banlieue de Burdigala, accessible par mer et par voie de terre, à proximité de deux sources. Un puits de 8 mètres de profondeur a également été dégagé près de la chapelle.
Les décors d'enduits peints et de mosaïques ont été étudiés par les historiens de l'art :
- décor mural de candélabres, de style pompéien ;
- décor de plafond à figures géométriques imbriquées, datant du début du IVe siècle[13] ;
- les tapis de sol mosaïqués autour de la piscine présentent des motifs variés : écailles, filets polychromes et tresses à deux ou trois brins, cercles et carrés curvilignes tangents, damiers polychromes, croix grecques, décors végétaux stylisés. Ils ont été réalisés entre le IVe siècle et le VIe siècle.

Un incendie a détruit le site au VIe siècle. Il a été réutilisé quelques siècles plus tard par le prieuré bénédictin Saint-Romain.

## Les six phases de construction de la villa antique

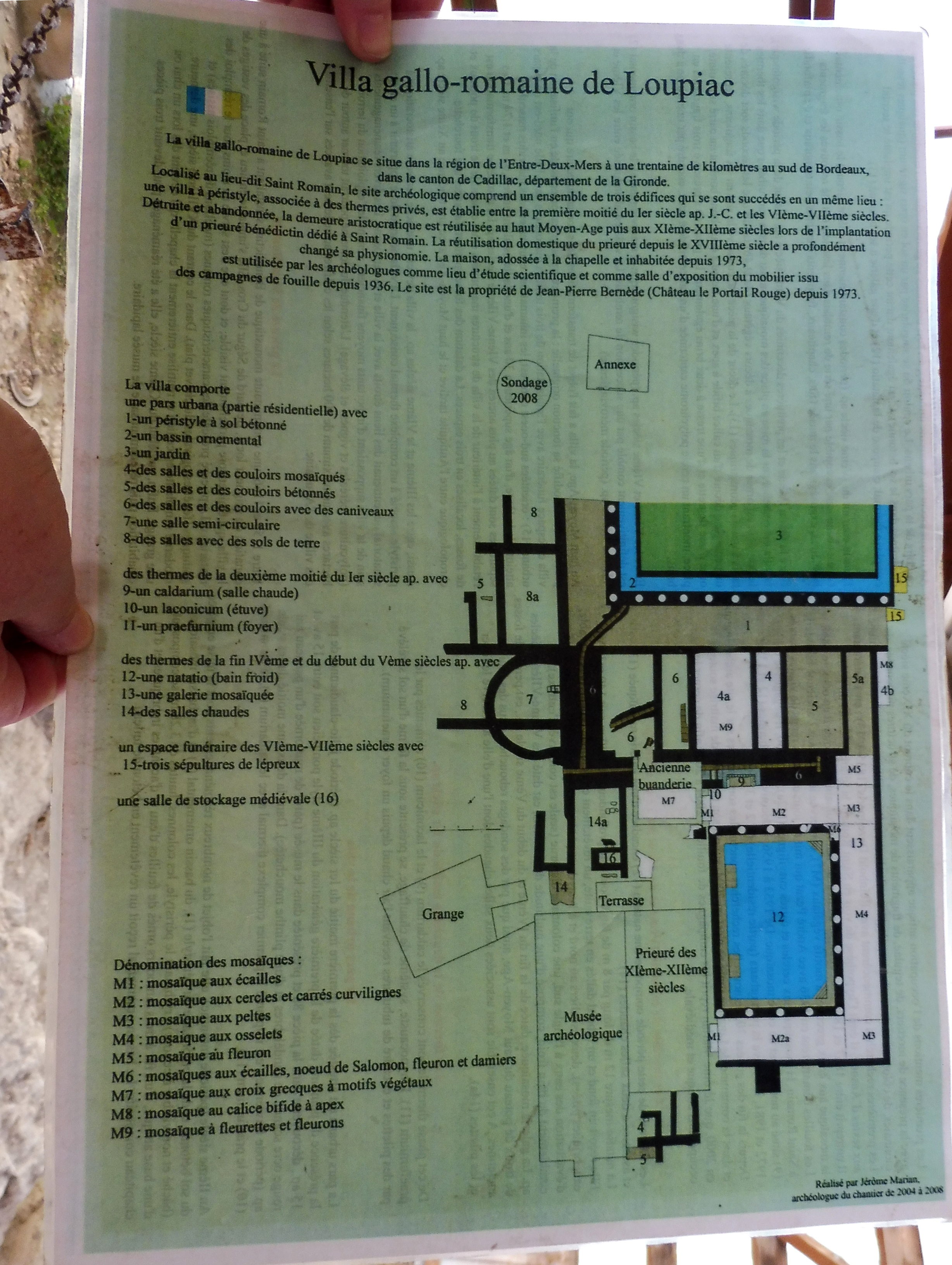
Fiche de présentation du site, par l'archéologue J. Marian.

Les campagnes de fouilles des années 2006-2008 avaient pour objectif de dater avec précision, notamment grâce au mobilier recueilli in situ, les modifications architecturales de la pars urbana de la villa, jusqu'à son abandon et sa réaffectation à d'autres usages aux VIe siècle et VIIe siècle.
- Durant la première moitié du Ier siècle, la villa comportait un péristyle encadré de deux ailes parallèles : quatre pièces pour celle du sud-ouest et une pour celle du sud-est. Un des remblais de destruction a livré des fragments d'enduits peints datables d'entre 15 av. et 15 ap. J.-C., dont le décor a pu être reconstitué.
- Durant la seconde moitié du Ier siècle, un nouveau sol en mortier est venu recouvrir le péristyle et un premier complexe thermal a été installé (foyer, caniveau, caldariun et laconicum alimentés par un praefurnium).
- Durant la première moitié du IIe siècle, le péristyle reçoit un nouveau sol, en béton de tuileau, qui perdurera jusqu'à la fin de la villa. Une colonnade est installée ainsi qu'un bassin et un réseau de caniveaux. Une pièce semi-circulaire est aménagée dans l'aile sud-ouest et un bassin mosaïqué dans l'autre aile.
- Ce bassin est détruit au IIIe siècle au profit d'un second complexe thermal avec piscine bordée d'une colonnade, deux salles chaudes à hypocauste et deux nouvelles pièces.
- Dans le courant du IVe siècle le bassin ornemental est remblayé avec des matériaux provenant de destructions et un puits est creusé.
- C'est à la fin du IVe siècle et au début du Ve siècle que les sols de l'aile sud-est et de la partie thermale sont recouverts en opus tessellatum. Le sol de la piscine est entièrement recouvert d'une couche en béton au tuileau, y compris les escaliers, le pourtour dallé et deux piédestaux (fontaine ?).
- Pendant la dernière phase identifiée, le bassin ornemental est définitivement comblé de remblais datables du Ve siècle et Ve siècle mais le reste de la villa n'est plus l'objet de nouveaux aménagements et ceci jusqu'à son abandon.

## Le prieuré Saint-Martin

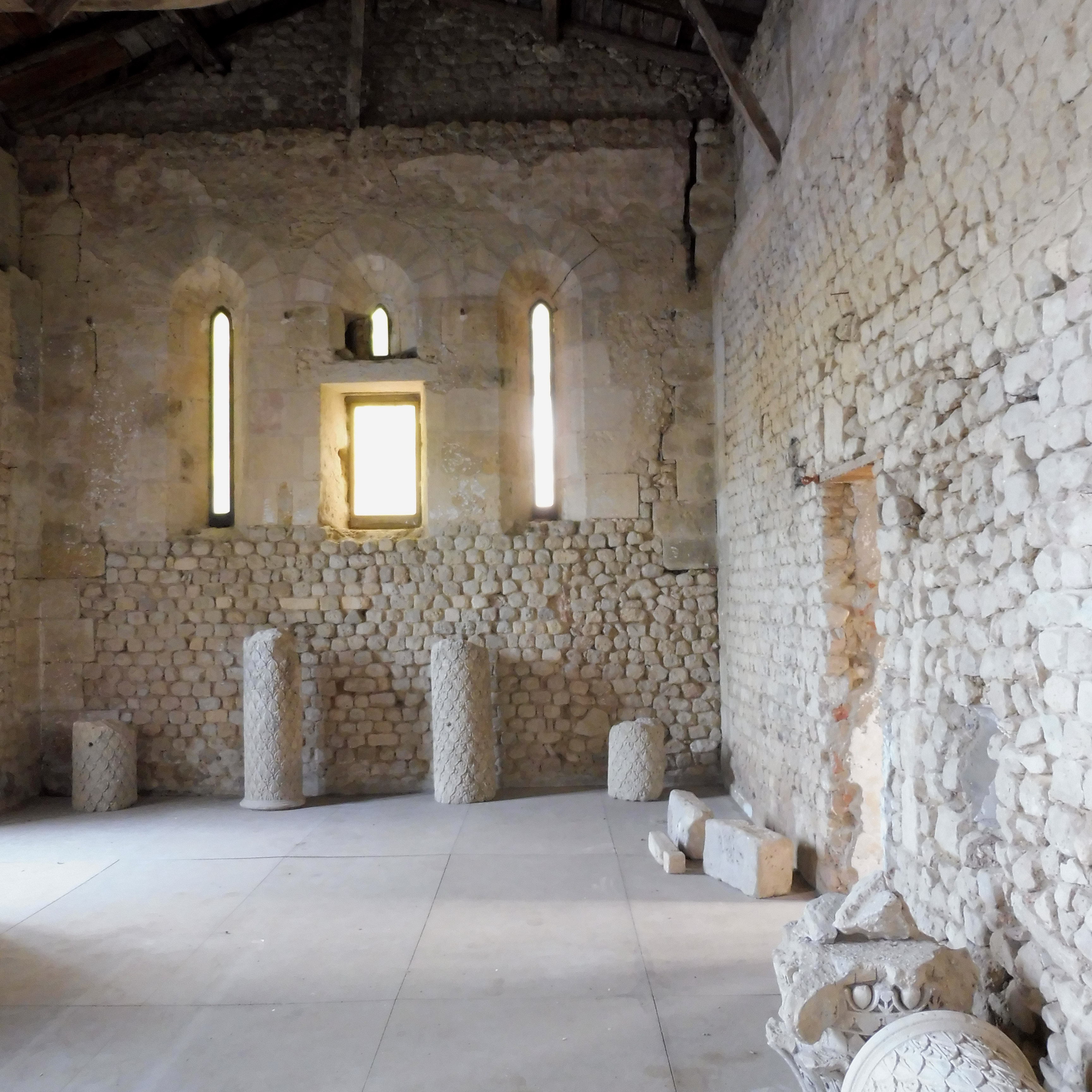
Intérieur de la chapelle.

Les matériaux de construction (petit appareil) sont réutilisés par une communauté monastique entre 1155 et 1166, à la suite d'une donation d’un seigneur local, Bernard de Ségur du Cros.
La chapelle qui subsiste présente des caractéristiques romanes. Le reste du prieuré se développait probablement au sud-ouest de la chapelle. Le cartulaire évoque la présence d'un oratoire, de cellules pour les moines, d'une domus, d'une cour et d'un jardin.
Dans un deuxième état du prieuré, une pièce est accolée au sud du chevet plat. Un départ de mur signale une autre pièce au sud du mur de façade mais à un étage inférieur. Elles auraient été détruites lors de la construction de la route au XVIIIe siècle.
Dans le courant du XVIIIe siècle une demeure moderne s’implante sur cet emplacement ; la chapelle est transformée en chai ou en grange.

## Visites guidées et animations
- Des visites guidées sont organisées par l'Association de sauvegarde de la villa de Saint-Romain, qui gère le site, l'été (juillet-août), à la demande et pour les journées du patrimoine : vestiges visibles, musée de site et chapelle du prieuré bénédictin.
- Des animations ponctuelles à thème sont proposées au grand public[14].
- Des ateliers de découverte d'une demi-journée sont régulièrement mis en place pour les scolaires par les animatrices patrimoine du CLEM (Collectif de 36 associations de l’Entre-deux-Mers)[15].

## Galerie

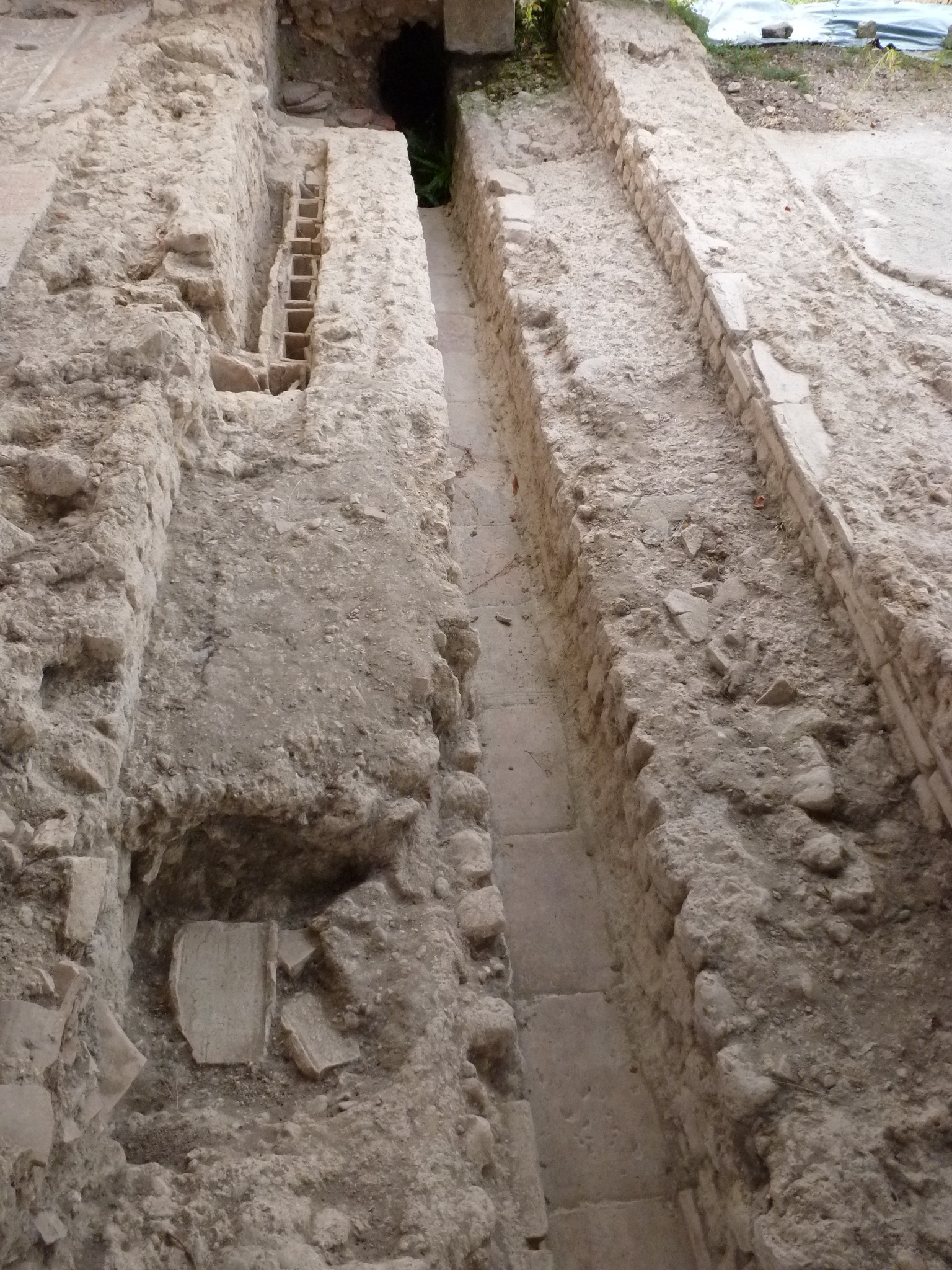
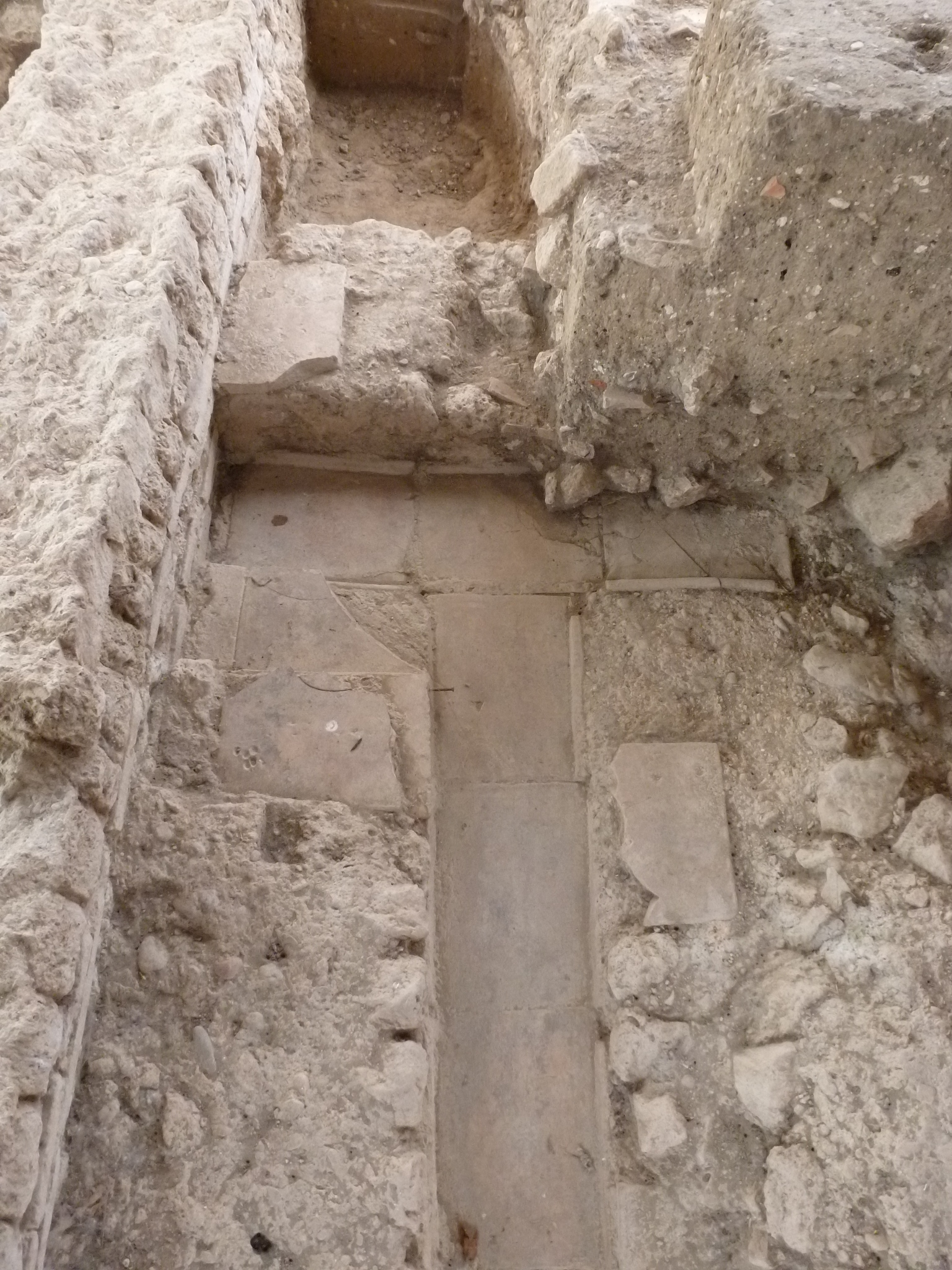
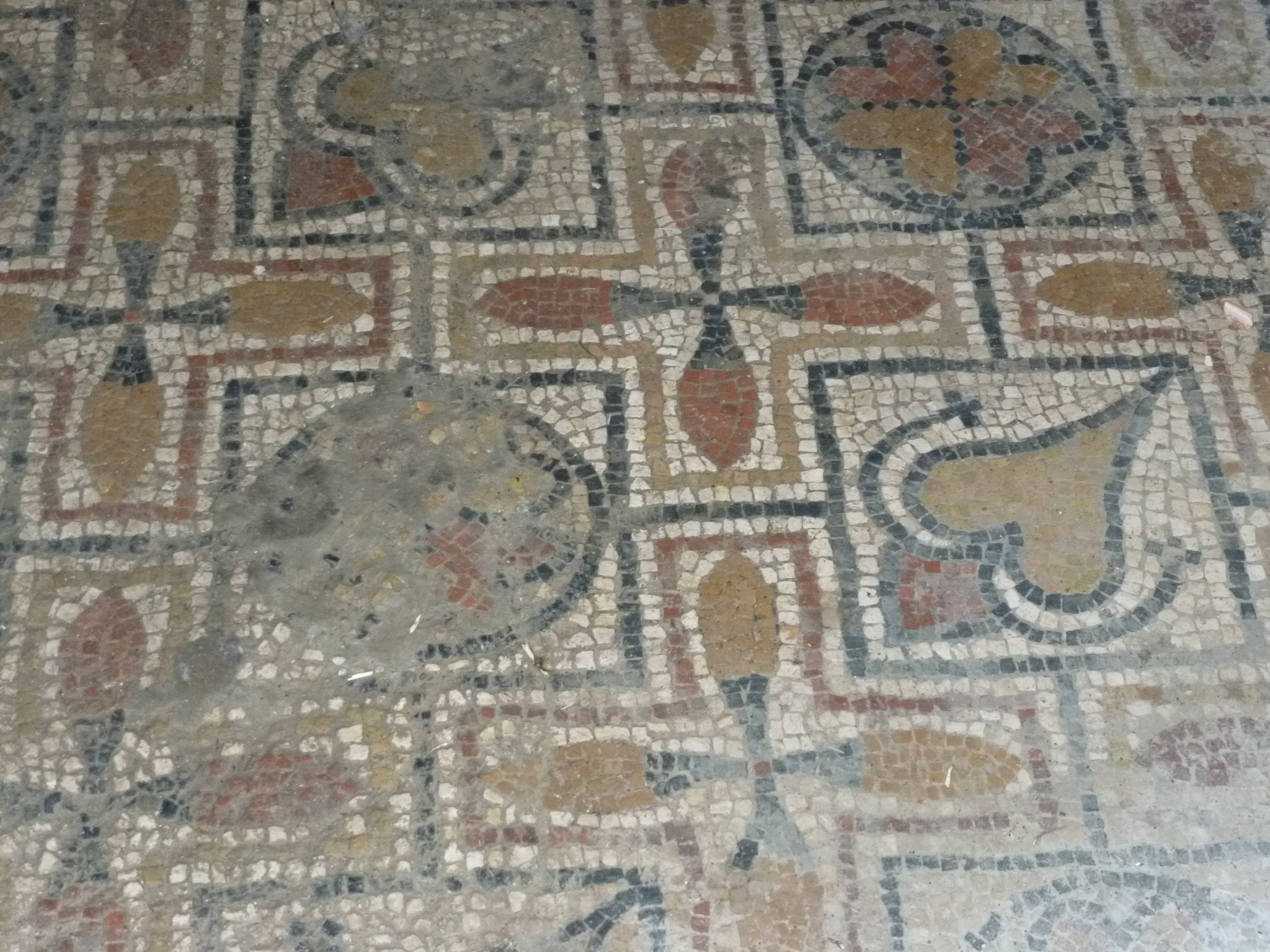
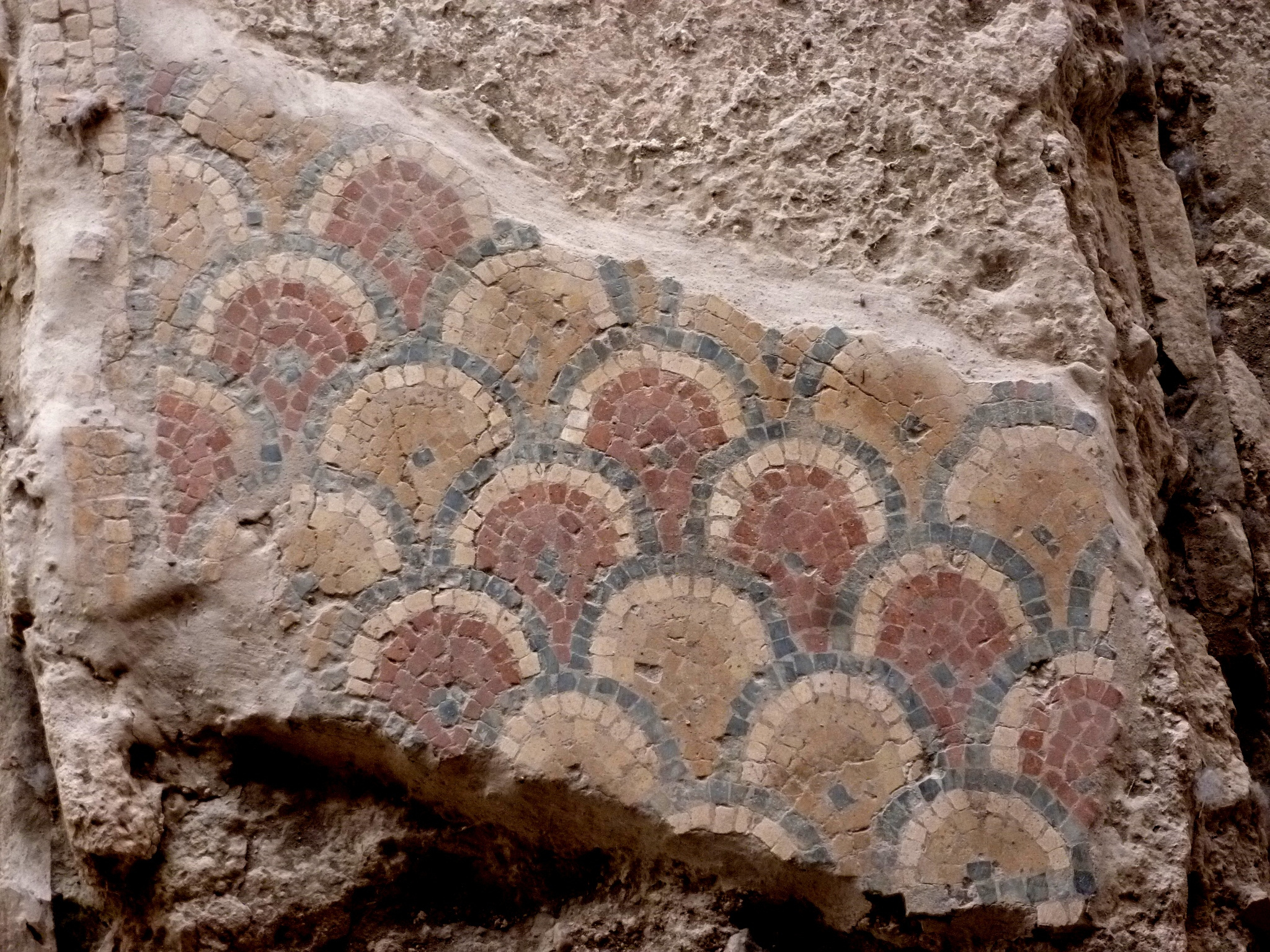
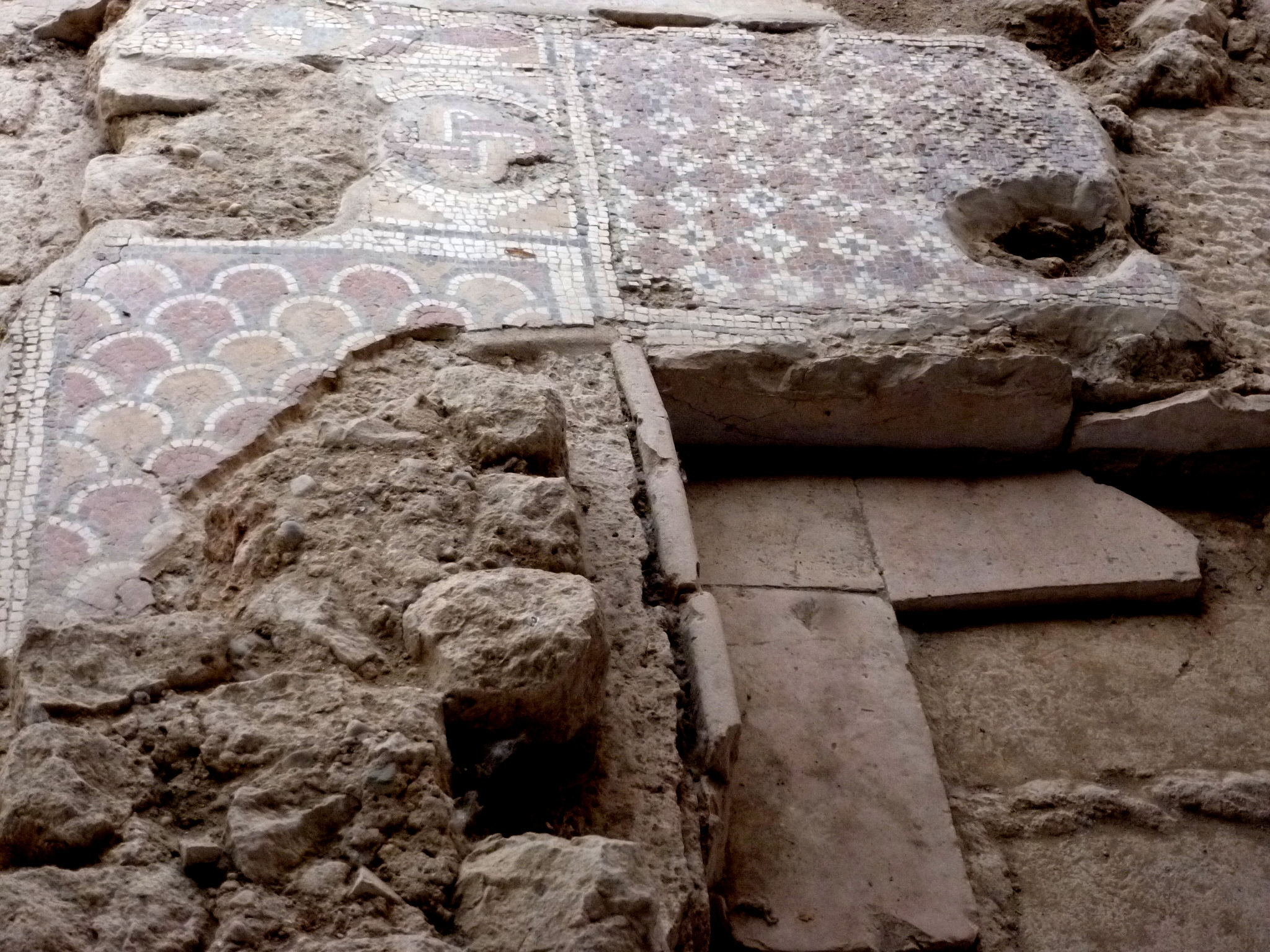
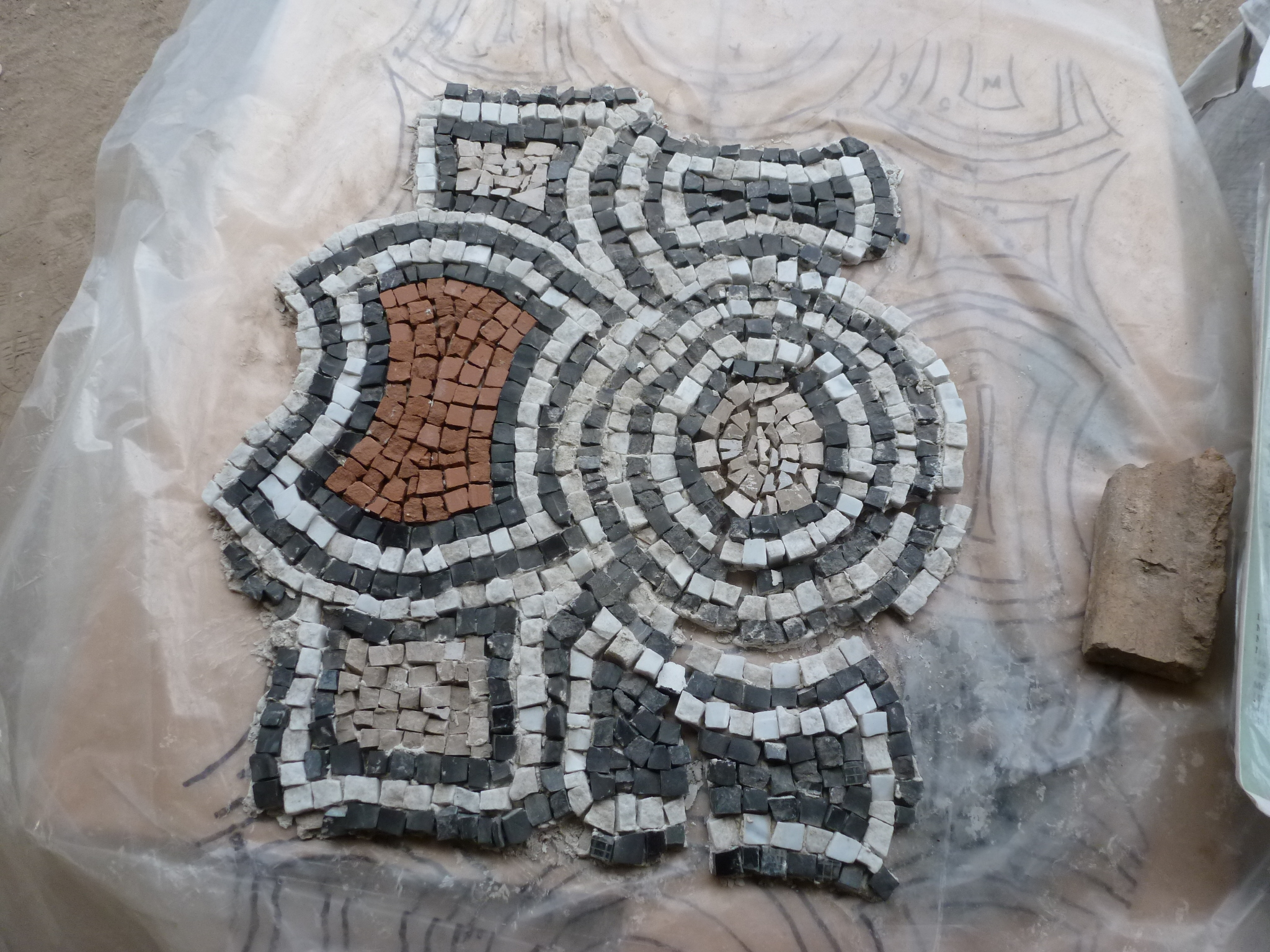
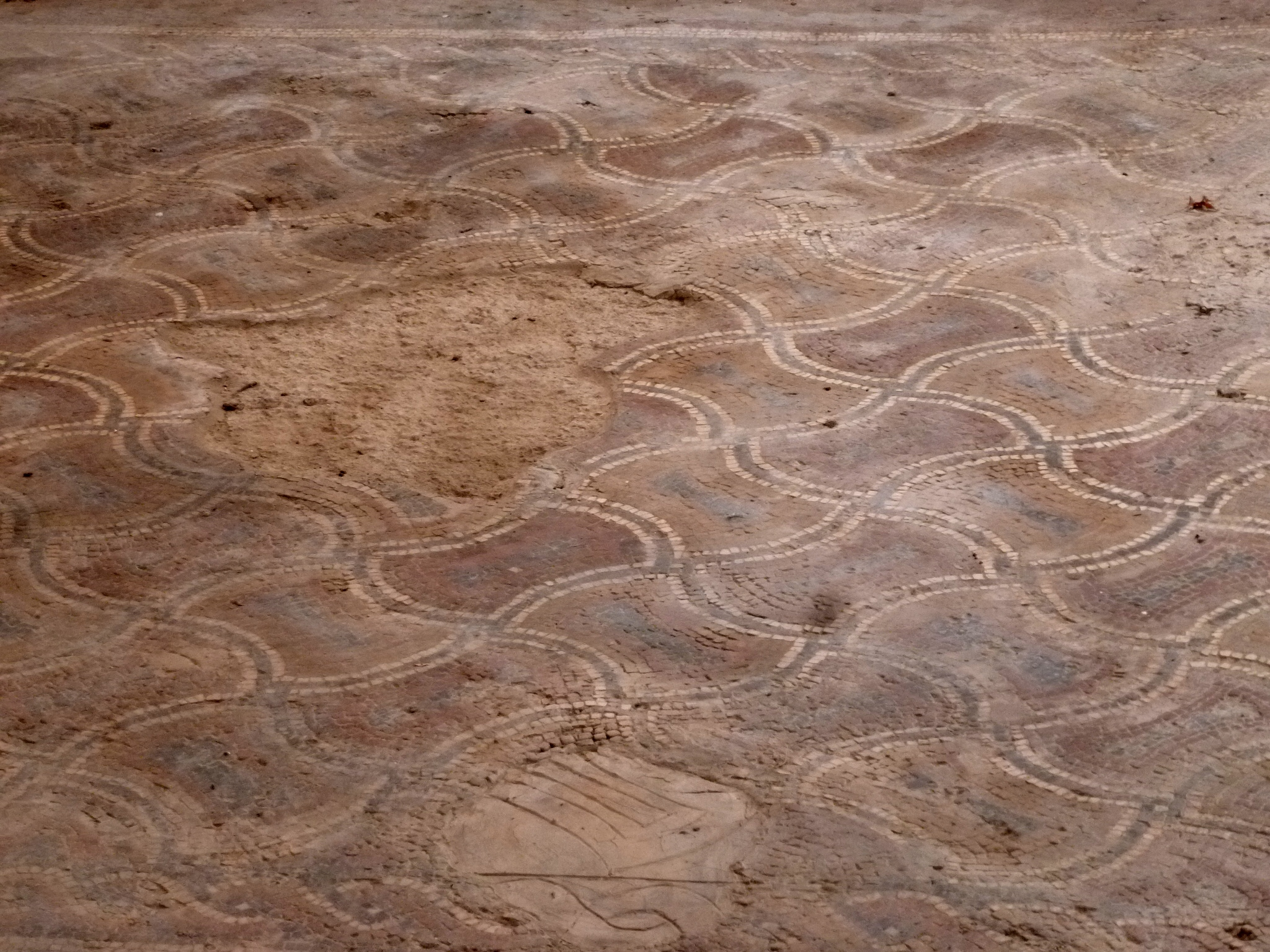